# 武見太郎
武見太郎（日语：／ Takemi Tarō，1904年8月7日—1983年12月20日）為日本的醫師，曾於1957年到1982年，擔任日本醫師會第11屆會長長達25年、於1975年到1976年擔任世界醫學協會會長。
武見太郎於1930年在慶應義塾大學完成他的醫學學位。後來前往國立研究開發法人理化学研究所，在日本知名物理學家仁科芳雄的指導下，研究核子科學在醫學上的應用。1937年，他建造了第一台可攜式心電圖儀，並在1939年發明心向量圖機，而為人知曉。1939年，武見太郎於銀座成為了一名醫師，並在慶應義塾大學、北里大學、東海大學擔任客座教授，並擔任日本理化學研究所的顧問。身為知名醫學研究人員，武見太郎擁有多項實驗室流程專利, 同時也是調查1945年廣島原爆的研究團隊成員之一。
太平洋戰爭後，武見太郎在日本厚生省之下的各類民間審議會任職委員，1961年，武見太郎提出強制性的全國休診運動時，不惜全面槓上厚生省官僚的強硬態度，讓他被戲稱為「吵架太郎」；而武見也以在日本醫師會內部，對不順己意行事的醫師，施以冷眼以待的獨裁作風而聞名。其廣大勢力衍伸到合稱「三師會」的日本醫師會、日本藥劑師會、日本牙醫師會的廣大影響勢力，更讓他獲得「武見天皇」的別名。
武見太郎的影響力並不限於日本醫界，他透過岳母的姊姊雪子與日本政治家吉田茂的裙帶關係（雪子為吉田茂的妻子，日本政治家牧野伸顯長女），私底下擔任吉田的智囊，藉此涉足日本政治界。1982年, 他被指派為哈佛大學公衛學院的客座教授，但因為健康因素未能全心投入。1983年12月，他於東京辭世。1983年，哈佛大學公共衛生學院國際為了紀念武見太郎，發起武見國際保健專案。 1989年，日本放射性同位素協會於岩手縣瀧澤市成立武見太郎紀念堂。

## 生平
武見太郎生於京都府，是家中五個孩子的長男；他出世後不久，武見一家便舉家遷往東京上野櫻木町。其父是新瀉縣長岡市人，其弟武見次郎曾任靜岡縣貨車協會會長、伊豆運送公司的社長。
武見在開成學園就讀中學期間罹患腎結核，養病時受到叔叔武見日恕影響，而開始接觸法華經等佛教經典，之後轉學至慶應義塾普通中學，1922年進入慶應義塾大學就讀，加入教授柴田一能的日蓮聖人讚迎會，並在學校內創立佛教青年會，從當時起就與時任大學預科講師的友松円諦私交甚篤，將友松視作佛學導師與生涯恩師。

### 臨床醫師、研究醫師時期
1930年醫學院畢業，進入內科研習時與教授不合而被迫退職，1938年進入日本理化學研究所，在物理學家仁科芳雄的指導之下研究放射線對人體的影響；翌年(1939年)，武見除了持續研究，也作為開業醫師在東京銀座教文館大樓設立武見診療所，以診所營生之餘，武見更藉此深入經營與政經界名人的來往，他也在吉田茂的指示之下，為罹患高血壓的日本海軍大將米內光政出診。

### 日本醫師會活動
第二次世界大戰後，武見從中央區醫師會轉而擔任日本醫師會的代表，1950年3月，武見當上日本醫師會副會長，1957年4月升任會長。此後連任13屆共25年的日本醫師會會長。在武見擔任日本醫師會會長期間，1961年2月提出日本醫師會與日本齒科醫師會的全國性的休診運動時，被冠上「吵架太郎」的諢名；1975年，武見出任世界醫學協會會長。
武見本人是中藥的愛用者，致力推動中醫加入日本勞健保制度，更促成厚生省依大臣告示規格將70種中藥列入藥價基準項目。在推廣中醫方面，武見對於催生日本東京港都的北里研究所附屬東洋醫學綜合研究所設立的不遺餘力更為人津津樂道，1973年防衛醫科大學校成立，翌年(1974年)日本東海大學醫學部設立，背後皆有武見提供的一臂之力。
1982年4月，武見辭去日本醫師會會長一職，翌年(1983年)12月因胃癌轉移膽管癌辭世，享壽79歲。身後法名為「太清院醫王顯壽日朗大居士」。

## 對行醫一事的立場
1957年起擔任日本醫師會會長長達25年的武見，一直以醫師的代言人自居，尤其以「守護自由經濟下的獨立開業醫師的權利」 口號為開業醫師謀取福利，但卻於1970年代起公開反對開業醫師於診所內設置病床，主張開業醫師應該轉型為門診、轉診、預防醫學等方向的家庭診所。
有傳言指出武見在銀座的開業診所以「自由診療」為宗旨，歡迎患者自行決定診療費；武見對於濫權的政治家和官僚不假辭色，但對於弱勢者卻十分溫柔體恤；除了「吵架太郎」此一諢名，他也因此被人稱為「有人情味與熱淚的太郎」，以醫界的代表自居的武見更曾感嘆道：「（醫師集團中）三分之一的人於學識或倫理都達到極為崇高的水平，三分之一的人卻對政治漠不關心，剩下的三分之一只是貪心村的村長罷了。」

## 私生活
1941年武見與秋月英子（曾祖父為明治三傑之一大久保利通，爺爺為明治政治家秋月種樹，母親利武子為日本政治家牧野伸顯伯爵次女，阿姨雪子為日本政治家吉田茂之妻）成婚，婚後生下兩男兩女，三男武見敬三後來也成為日本政治家。
武見食量過人，菸酒不沾且潛心於中醫，常常自行開立中藥服用，對自己的健康管理頗有把握；據說在1980年確診罹患胃癌為止，幾乎不曾接受過健康檢查。
相傳武見的閱讀量非常人所及，光是在紀伊國屋書店購書的總額，即使與日本國內的大學教授與學者相比，也足以榮登前三名；雖有人質疑「武見不一定有將書讀完吧」，但收到武見讀完而送出的書本者，都在書頁中發現劃下的重點等記號，武見的研究量之大足見於一斑。

## 獲獎
武見太郎獲得無數榮耀與獎項，包括有：
- 巴西南十字勳章
- 大英帝國勳章
- 義大利功績勳章
- 教皇保祿六世的銀質勳章

## 軼事
- 武見太郎的親屬多與政治界有所關聯，姨丈（岳母的姊夫）吉田茂曾任四任首相，妻子秋月英子為明治三傑大久保利通之曾孫女、知名外交官牧野伸顯之孫女，次女和子為麻生太郎的長子麻生將豊之妻，三男武見敬三亦為參議院議員。
- 武見對母校慶應義塾大學醫學部的金援不遺餘力，更協助該系所提升至與前帝國大學醫學部平起平坐的水準。
- 武見的血型為Rh陰性AB型，在日本相當稀少；當他因胃癌在日本國立癌症研究中心開刀時，院方為了籌血煞費苦心。
- 武見於著書《21世紀的慢性肝炎將成為國民病》開門見山說明自己的綽號「吵架太郎」來由，並揭露曾接獲日本盟軍最高司令官總司令部公共衛生服務局局長Crawford F. Sams（日语：クロフォード・F・サムス）要求，商討人體試驗一事[10]，武見亦在文中嚴詞抨擊當時在場的厚生省人員[11]。此外，文中提及的日本醫學學者田宮猛雄（日语：田宮猛雄）於日後，亦被日本每日新聞揭露，曾接到Sams相同的要求（原擬以醫學系學生為人體試驗對象，遭到拒絕後改以人犯為實驗對象）商討人體試驗相關事宜[12]。

## 著作
- 『武見太郎回想録』日本経済新聞社　1968
- 『寸鉄医言』日本医事新報社出版局　1972
- 『医心伝真』実業之日本社　1976
- 『聴心記』実業之日本社　1978
- 『21世紀は慢性肝炎が国民病になる 国民医療非常事態宣言』サイマル出版会　1979
- 『ベッドでつづった病人のための病人学 日本医師会長の150日間闘病記』実業之日本社　1981
- 『戦前戦中戦後』講談社　1982
- 『実録日本医師会 日本医師会長25年の記録』朝日出版社　1983
- 『武見太郎の人と学問』武見記念生存科学研究基金武見太郎記念論文集編集委員会編　丸善　1989

## 翻譯作品
- 英國神經學學者John Zachary Young《An Introduction to the Study of Man》日語版『比較人間論 人間研究序説』監修 広川書店 1976

## 外部連結
- 父 武見太郎（武見敬三サイト内）
- 法華経に支えられた人々>武見太郎 （页面存档备份，存于）